# Aeoloplides fratercula
Aeoloplides fratercula är en insektsart som först beskrevs av Morgan Hebard 1919.  Aeoloplides fratercula ingår i släktet Aeoloplides och familjen gräshoppor. Inga underarter finns listade i Catalogue of Life.